# Alessandro Marcello

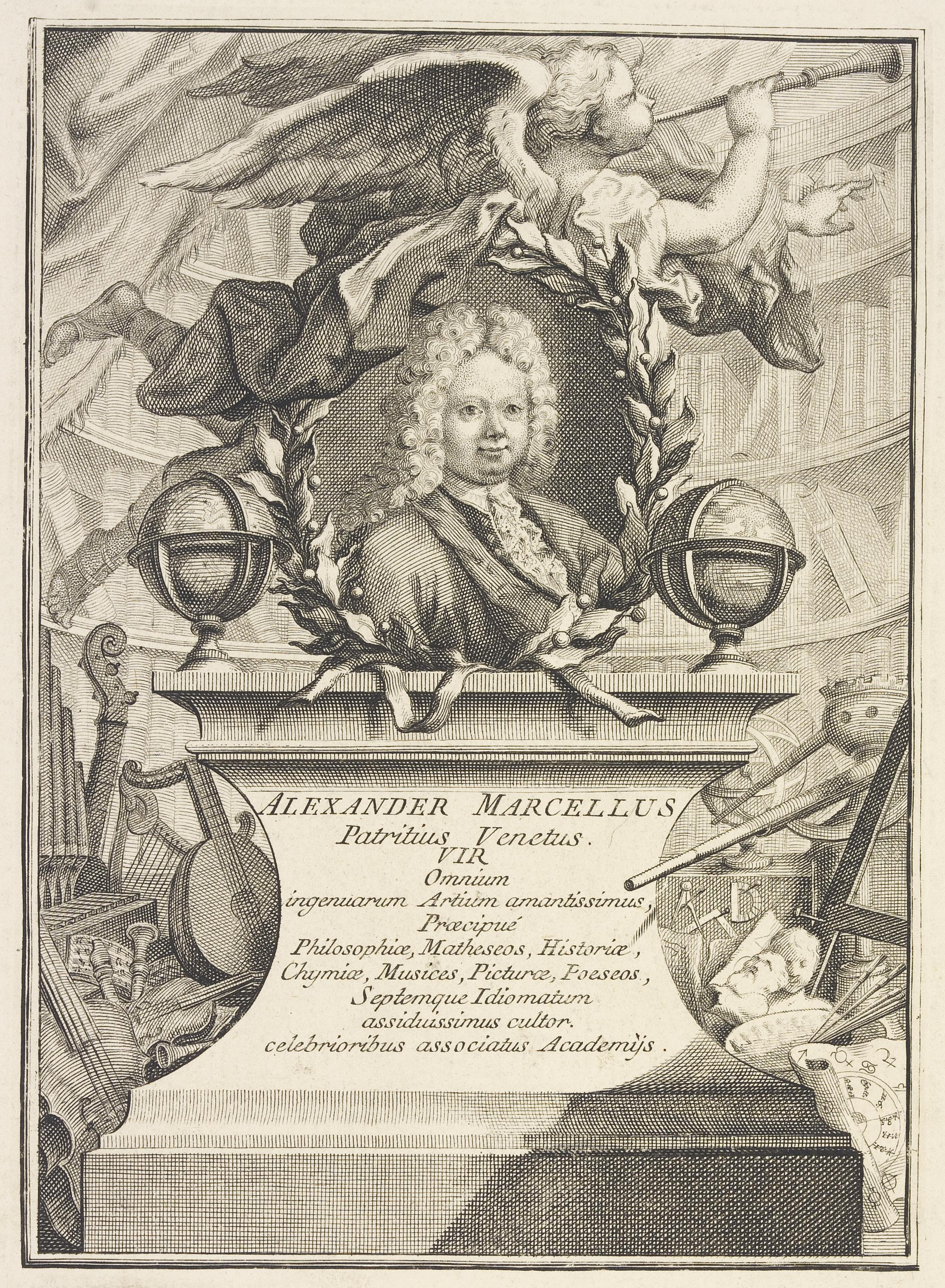
Porträt mit latinisierter Namensform Alexander Marcellus

Alessandro Ignazio Marcello (* 1. Februar 1673 in Venedig; † 19. Juni 1747 ebenda) war ein italienischer Dichter, Jurist, Komponist und Philosoph. Heute ist er wie sein Bruder Benedetto Marcello hauptsächlich als Komponist des Barock bekannt.

## Leben und Wirken
Alessandro Marcello entstammte einer venezianischen Patrizierfamilie. Er studierte Mathematik und Philosophie an der Universität Padua. Außerdem ließ er sich in Malerei, Dichtung und Komposition ausbilden. Als Komponist schuf er 12 Kantaten op. 1 (Venedig 1708), mehrere Solokonzerte und einige Werksammlungen mit Instrumentalmusik, darunter 12 Concerti a cinque (Amsterdam 1717), sechs Konzerte unter dem Namen La Cetra für 2 Oboen, 2 Violinen, Viola, Fagott und Cembalo (Augsburg 1738), 12 Solosonaten (Suonate a violino solo di Eterio Stinfalico) für Violine und Basso continuo (erschienen 1738 beim Verleger und Kupferstecher Johann Christian Leopold in Augsburg) sowie im gleichen Jahr zwölf weitere in Augsburg veröffentlichte Violinsonaten. Als Mitglied der Accademia dell’Arcadia publizierte er seine Werke unter seinem „arkadischen“ Pseudonym Eterio Stinfalico.
Sein bekanntestes Werk ist das Konzert für Oboe und Orchester d-Moll, das Johann Sebastian Bach später für Cembalo solo arrangierte (BWV 974). Es gilt als Archetypus des Oboenkonzerts.
In seinen letzten Lebensjahren widmete sich Marcello hauptsächlich der geistlichen Lyrik. Er starb im Alter von 74 Jahren in Venedig und wurde auf dem Landsitz der Familie in Paviola bei Padua beigesetzt.